# 公孙臣
公孙臣（?—?），西汉方士。鲁国（治今山东省曲阜市）人。
汉文帝十四年（前166年），公孙臣上书言奏陈金木水火土五德终始之说，秦朝为水德，汉朝代秦朝，汉朝正当土德，黄龙应当出现，宜改历术正朔，朝服色彩和制度，服色应该尚黄。文帝让群臣与丞相张苍议论。丞相力主水德，推算以其时水德开始明显，以黄河决口金堤为符应。以为公孙臣说法不对，请皇帝不纳其说。后来有人说黄龙见在成纪出现，汉文帝召公孙臣为博士，与诸生申明土德，草拟土德时历制度，易服色，改变年号为后元元年。张苍由此谢病。